# Profvoetballer van het Jaar 2002
Het gala van de Belgische verkiezing Profvoetballer van het Jaar 2002 werd georganiseerd op 29 april 2002 in het casino in Knokke. Wesley Sonck kreeg van zijn collega's de hoofdprijs. KRC Genk was de grote winnaar van de verkiezing, want naast de hoofdprijs sleepte de club ook de trofeeën voor Trainer van het Jaar en Jonge Profvoetballer van het Jaar in de wacht.

## Winnaars
Wesley Sonck toonde zich een echte goalgetter in het seizoen 2001/02. De spits van KRC Genk werd topschutter, loodste zijn team naar een tweede landstitel sinds 1999 en veroverde de Gouden Schoen. In mei 2002 mocht de trofee voor Profvoetballer van het Jaar dan ook niet uitblijven.
Sef Vergoossen werd de eerste Nederlandse winnaar van de trofee voor Trainer van het Jaar sinds Aad de Mos in 1989. Vergoossen werd met Genk kampioen. Hij zag zijn jonge linkermiddenvelder Koen Daerden ook verkozen worden tot Jonge Profvoetballer van het Jaar.
Verrassender was de verkiezing van Franky Vandendriessche als Keeper van het Jaar. De doelman van Excelsior Moeskroen haalde het voor Frédéric Herpoel.
Frank De Bleeckere werd voor de derde maal uitgeroepen tot beste scheidsrechter.

## Uitslag

### Profvoetballer van het Jaar
| Nr. | Land                                  | Winnaar         | Club               | Ptn. |
| --- | ------------------------------------- | --------------- | ------------------ | ---- |
| 1.  | Vlag van België                       | Wesley Sonck    | KRC Genk           | 498  |
| 2.  | Vlag van België                       | Marc Degryse    | Germinal Beerschot | 223  |
| 3.  | Vlag van Australië · Vlag van Kroatië | Josip Skoko     | KRC Genk           | 206  |
| 4.  | Vlag van Burkina Faso                 | Moumouni Dagano | KRC Genk           | 152  |
| 5.  | Vlag van België                       | Timmy Simons    | Club Brugge        | 110  |
| 6.  | Vlag van België                       | Danny Boffin    | Sint-Truidense VV  | 104  |
| 7.  | Vlag van België                       | Bernd Thijs     | KRC Genk           | 70   |

### Keeper van het Jaar
| Nr. | Land            | Winnaar                 | Club                | Ptn. |
| --- | --------------- | ----------------------- | ------------------- | ---- |
| 1.  | Vlag van België | Francky Vandendriessche | Excelsior Moeskroen | 325  |
| 2.  | Vlag van België | Frédéric Herpoel        | AA Gent             | 307  |
| 3.  | Vlag van België | Filip De Wilde          | RSC Anderlecht      | 240  |

### Trainer van het Jaar
| Nr. | Land               | Winnaar        | Club                | Ptn. |
| --- | ------------------ | -------------- | ------------------- | ---- |
| 1.  | Vlag van Nederland | Sef Vergoossen | KRC Genk            | 710  |
| 2.  | Vlag van België    | Hugo Broos     | Excelsior Moeskroen | 299  |
| 3.  | Vlag van Noorwegen | Trond Sollied  | Club Brugge         | 182  |

### Jonge Profvoetballer van het Jaar
| Nr. | Land                  | Winnaar         | Club               | Ptn. |
| --- | --------------------- | --------------- | ------------------ | ---- |
| 1.  | Vlag van België       | Koen Daerden    | KRC Genk           | 352  |
| 2.  | Vlag van Burkina Faso | Moumouni Dagano | KRC Genk           | 230  |
| 3.  | Vlag van Sierra Leone | Paul Kpaka      | Germinal Beerschot | 157  |

### Scheidsrechter van het Jaar
| Nr. | Land            | Winnaar            | Ptn. |
| --- | --------------- | ------------------ | ---- |
| 1.  | Vlag van België | Frank De Bleeckere | 371  |
| 2.  | Vlag van België | Paul Allaerts      | 271  |
| 3.  | Vlag van België | Luc Huyghe         | 218  |

### Fair-Playprijs
| Nr. | Land            | Winnaar      | Club               |
| --- | --------------- | ------------ | ------------------ |
| 1.  | Vlag van België | Marc Degryse | Germinal Beerschot |
| 2.  | Vlag van België | Timmy Simons | Club Brugge        |
| 3.  | Vlag van België | Danny Boffin | Sint-Truidense VV  |